# Brian McGrattan

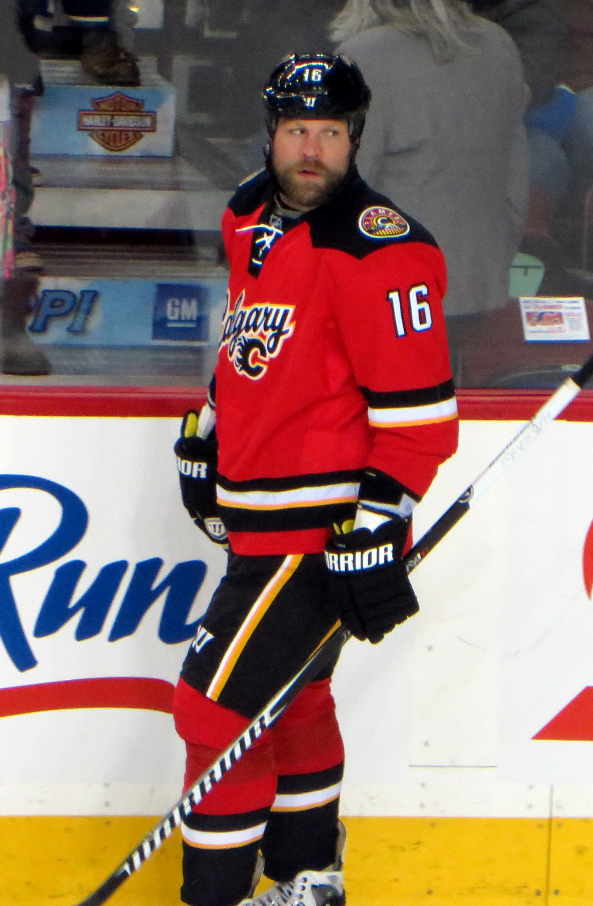
Brian McGrattan i Calgary Flames.

Brian McGrattan, född 2 september 1981 i Hamilton, Ontario, är en kanadensisk professionell ishockeyspelare i NHL-laget Anaheim Ducks. Han har tidigare spelat för Ottawa Senators, Phoenix Coyotes, Calgary Flames och Nashville Predators.

## Statistik

### Klubbkarriär
| 1997–98    | Guelph Storm                | OHL        | 25  | 3  | 2  | 5  | 11  | — | — | — | — | —  |
| 1998–99    | Guelph Storm                | OHL        | 6   | 1  | 3  | 4  | 15  | — | — | — | — | —  |
| 1998–99    | Sudbury Wolves              | OHL        | 53  | 7  | 10 | 17 | 153 | 4 | 0 | 0 | 0 | 4  |
| 1999–00    | Sudbury Wolves              | OHL        | 25  | 2  | 8  | 10 | 79  | — | — | — | — | —  |
| 1999–00    | Mississauga Ice Dogs        | OHL        | 42  | 9  | 13 | 22 | 166 | — | — | — | — | —  |
| 2000–01    | Mississauga Ice Dogs        | OHL        | 31  | 20 | 9  | 29 | 83  | — | — | — | — | —  |
| 2001–02    | Mississauga Ice Dogs        | OHL        | 7   | 2  | 3  | 5  | 16  | — | — | — | — | —  |
| 2001–02    | Owen Sound Attack           | OHL        | 2   | 0  | 0  | 0  | 0   | — | — | — | — | —  |
| 2001–02    | Oshawa Generals             | OHL        | 25  | 10 | 5  | 15 | 72  | — | — | — | — | —  |
| 2001–02    | Sault Ste. Marie Greyhounds | OHL        | 26  | 8  | 7  | 15 | 71  | 6 | 2 | 0 | 2 | 20 |
| 2002–03    | Binghamton Senators         | AHL        | 59  | 9  | 10 | 19 | 173 | 1 | 0 | 0 | 0 | 0  |
| 2003–04    | Binghamton Senators         | AHL        | 66  | 9  | 11 | 20 | 327 | 1 | 0 | 0 | 0 | 0  |
| 2004–05    | Binghamton Senators         | AHL        | 71  | 7  | 1  | 8  | 551 | 6 | 0 | 2 | 2 | 28 |
| 2005–06    | Ottawa Senators             | NHL        | 60  | 2  | 3  | 5  | 141 | — | — | — | — | —  |
| 2006–07    | Ottawa Senators             | NHL        | 44  | 0  | 2  | 2  | 100 | — | — | — | — | —  |
| 2007–08    | Ottawa Senators             | NHL        | 38  | 0  | 3  | 3  | 46  | — | — | — | — | —  |
| 2008–09    | Phoenix Coyotes             | NHL        | 5   | 0  | 0  | 0  | 22  | — | — | — | — | —  |
| 2008–09    | San Antonio Rampage         | AHL        | 1   | 0  | 0  | 0  | 2   | — | — | — | — | —  |
| 2009–10    | Calgary Flames              | NHL        | 34  | 1  | 3  | 4  | 86  | — | — | — | — | —  |
| 2010–11    | Providence Bruins           | AHL        | 39  | 4  | 1  | 5  | 97  | — | — | — | — | —  |
| 2010–11    | Syracuse Crunch             | AHL        | 20  | 6  | 4  | 10 | 56  | — | — | — | — | —  |
| 2011–12    | Nashville Predators         | NHL        | 30  | 0  | 2  | 2  | 61  | — | — | — | — | —  |
| 2012–13    | Nashville Predators         | NHL        | 2   | 0  | 0  | 0  | 0   | — | — | — | — | —  |
| 2012–13    | Milwaukee Admirals          | AHL        | 6   | 0  | 0  | 0  | 4   | — | — | — | — | —  |
| 2012–13    | Calgary Flames              | NHL        | 19  | 3  | 0  | 3  | 49  | — | — | — | — | —  |
| 2013–14    | Calgary Flames              | NHL        | 76  | 4  | 4  | 8  | 100 | — | — | — | — | —  |
| 2014–15    | Calgary Flames              | NHL        | 8   | 0  | 0  | 0  | 4   | — | — | — | — | —  |
| 2014–15    | Adirondack Flames           | AHL        | 16  | 1  | 5  | 6  | 25  | — | — | — | — | —  |
| NHL totalt | NHL totalt                  | NHL totalt | 317 | 10 | 17 | 27 | 609 | — | — | — | — | —  |